# Mediclin
Die Mediclin AG (Eigenbezeichnung MediClin, handelsrechtlich MEDICLIN Aktiengesellschaft) ist ein Klinikbetreiber mit Sitz in Offenburg in Baden-Württemberg.

## Strukturdaten
Es werden 32 Kliniken, 6 Pflegeeinrichtungen und 10 Medizinische Versorgungszentren in Deutschland betrieben.
MediClin hat rund 8.300 Betten mit 7.558 Mitarbeitern.

## Vorstand
- Vorstandsvorsitzender: Joachim Ramming[1]
- Weitere Vorstandsmitglieder: Thomas Piefke, Tino Fritz[1]
- Aufsichtsratsvorsitzender: Jan Liersch

## Geschichte
Das Unternehmen wurde im Jahr 1996 gegründet. Zu den Hauptaktionären zählten bei der Gründung die Provinzial Lebensversicherungsanstalt der Rheinprovinz (heute: Provinzial Rheinland) und die Victoria Versicherungsgesellschaft AG (heute: Ergo Versicherung). Zum Jahreswechsel 1997/98 konnte die Hedon-Klinik, Lingen, als erste Klinik in den MediClin-Verbund eingegliedert werden. Am 30. Dezember 1998 wurde die – von Rüdiger Hurrle aufgebaute – Hurrle-Gruppe übernommen. Als Aktionär wurde 1998 die DKV Deutsche Krankenversicherung AG gewonnen. 10,5 Millionen der angebotenen Aktien stammten aus einer Kapitalerhöhung, 962.500 Stücke und die Mehrzuteilungsoption wurden von den Altaktionären zur Verfügung gestellt.
Die Ergo Versicherungsgruppe, eine Tochtergesellschaft der Münchener Rückversicherungs-Gesellschaft AG, hat am 4. Juli 2008 die Grenze von 30 Prozent Aktienbesitz der MediClin AG überschritten und legte in der Folge ein Pflichtangebot vor. Im November 2008 erfolgte eine Kapitalerhöhung um 31,5 Millionen auf 47,25 Millionen Euro.
Am 16. Dezember 2008 haben die Asklepios Kliniken 10,57 Prozent der Aktien übernommen, am 23. April 2009 wurde der Anteil auf 20,21 Prozent und am 20. Mai 2009 auf 25,21 Prozent erhöht, bevor nach einer erneuten Erhöhung des Anteils auf 30,73 Prozent schließlich am 24. März 2011 ein Übernahmeangebot seitens der Asklepios Kliniken veröffentlicht wurde.
Seit dem 1. Oktober 2010 bietet die Medicoreha Welsink Akademie mit ihrer staatlich anerkannten Fachschule für Physiotherapie über 140 Ausbildungsplätze und das duale Bachelor-Studium „Angewandte Therapiewissenschaften“ in der Akademie in der MediClin Fachklinik Rhein/Ruhr in Essen-Kettwig an.
Die Mediclin AG gehört zum Initiatorenkreis des Rehaportals Qualitätskliniken.de. Auf der Webseite sollen Patienten, in Anlehnung an Vergleichsportale, transparent über die Leistungen bzw. die Qualität von Reha-Kliniken informiert werden. Dazu werden die Bereiche Behandlungsqualität, Patientensicherheit sowie Organisationsqualität bewertet und Patienten zu deren Zufriedenheit befragt.

## Eigentumsverhältnisse
| Anteil  | Anteilseigner                                  |
| ------- | ---------------------------------------------- |
| 35,00 % | Münchener Rückversicherung                     |
| 52,73 % | Asklepios Kliniken Verwaltungsgesellschaft mbH |
| 12,27 % | Streubesitz                                    |

## Unternehmensstruktur

### Einrichtungen
Krankenhäuser
- MediClin Waldkrankenhaus Bad Düben
- MediClin Herzzentrum Coswig (Anhalt)
- MediClin Müritz-Klinikum Neubrandenburg
- MediClin Müritz-Klinikum, Waren (Müritz)
- MediClin Müritz-Klinikum Röbel/Müritz
- MediClin Müritz-Klinikum Parchim
- MediClin Krankenhaus Plau am See
- MediClin Seepark Klinik Bad Bodenteich
- MediClin Klinikum Soltau
- MediClin Kliniken Bad Wildungen
- MediClin Hedon Klinik Lingen (Ems)
- MediClin Klinik an der Lindenhöhe Offenburg
- MediClin Herzzentrum Lahr
- MediClin Seidel-Klinik Bad Bellingen

Reha-Kliniken
- MediClin Reha-Zentrum Spreewald Burg
- MediClin Reha-Zentrum Bad Düben
- MediClin Klinik am Brunnenberg Bad Elster
- MediClin Dünenwald Klinik Trassenheide
- MediClin Reha-Zentrum Plau am See
- MediClin Seepark Klinik Bad Bodenteich
- MediClin Klinikum Soltau
- MediClin Deister Weser Kliniken Bad Münder
- MediClin Rose Klinik Horn-Bad Meinberg
- MediClin Kliniken Bad Wildungen
- MediClin Fachklinik Rhein/Ruhr Essen
- MediClin Hedon Klinik Lingen
- MediClin Reha-Zentrum Reichshof
- MediClin Reha-Zentrum Bad Orb
- MediClin Bliestal Kliniken Blieskastel
- MediClin Bosenberg Kliniken St. Wendel
- MediClin Kraichgau-Klinik Bad Rappenau
- MediClin Reha-Zentrum Gernsbach
- MediClin Staufenburg Klinik Durbach
- MediClin Albert Schweitzer Klinik / MediClin Baar Klinik Königsfeld
- MediClin Klinik am Vogelsang Donaueschingen
- MediClin Seidel-Klinik Bad Bellingen
- MediClin Reha-Zentrum Roter Hügel Bayreuth
- MediClin Klinik am Rennsteig Bad Tabarz

Medizinische Versorgungszentren
- MediClin MVZ Leipzig
- MediClin MVZ Bad Düben
- MediClin MVZ Plau am See
- MediClin MVZ Soltau
- MediClin MVZ Offenburg am Bahnhof
- MediClin MVZ Achern
- MediClin MVZ Lahr/Schwarzwald
- MediClin MVZ Dessau
- MediClin MVZ Freiburg/Brsg.
- MediClin MVZ Bad Bellingen

Pflegeheime
- MediClin Seniorenresidenz Brunnenbergblick Bad Elster
- MediClin Seniorenresidenz Deister Weser Bad Münder
- MediClin Seniorenresidenz Am Rosengarten Horn-Bad Meinberg
- MediClin Seniorenresidenz Auf dem Bellem Blieskastel
- MediClin Seniorenresidenz Hermann-Schall-Haus Königsfeld
- MediClin Seniorenpflegeeinrichtung Rennsteigblick Tabarz